# 去茶山
去茶山是创立于中华人民共和国贵州省贵阳市的茶饮品牌。截至2024年7月，门店数超30家。

## 特色

### 产品
去茶山产品线涵盖鲜奶茶、果茶、冰沙、冷泡茶、精品咖啡及茶食小点等多个品类，价格区间在14至55元不等。品牌主打原叶茶萃取工艺，早期即采用鲜奶替代奶精。
其代表性产品包括鲜奶普洱、山水纹白玉抹茶冰旋和刺梨茉莉花等，大量采用贵州本土食材如铜仁抹茶、黎平香禾糯、刺梨和麻江蓝莓等，同时针对不同城市推出限定产品，如重庆的桃片糕芋泥冰旋，以及上海8424西瓜丸子碎冰浆冰旋。

### 文化
logo设计灵感来源于贵州山地地形，强化其地域身份认同。
通过与贵州省博物馆合作，去茶山推出「在城市，看非遗」主题活动，展示苗族纹样等非物质文化遗产。